# チャドック反射
チャドック反射（ - はんしゃ、英: Chaddock reflex）とは、脊髄を反射弓とする脊髄反射のひとつであり、正常時には現れない病的反射である。錐体路障害を示唆するものとして信頼度が高い。バビンスキー反射の変法のひとつである。
ジョゼフ・ババンスキーの弟子の一人であるアメリカの医師チャールズ・ギルバート・チャドック（Charles Gilbert Chaddock、1861年 - 1936年）によって発見された。

## 反射の概要
- 外果の下を後ろから前にこする。
- 足の親指が足の甲（足背）の方にゆっくり曲がる（拇指現象）。
- 他の4本の指は外側に開く（開扇現象）。